# Seseo
Seseo is een begrip in de Spaanse taal. In bepaalde varianten van het Spaans maakt men geen onderscheid in uitspraak van de s en de z. In dialecten die het onderscheid wel kennen, wordt de s uitgesproken als [s], terwijl de z als een [θ] klinkt. Deze dialecten hebben "distinción". Dialecten die beide klanken als [s] uitspreken, hebben seseo. Worden beide klanken als [θ] uitgesproken, dan hebben die dialecten ceceo.
Vooral op de Canarische Eilanden en in Latijns-Amerika is seseo gebruikelijk. Ceceo is zeldzamer. Vooral in Andalusië vindt men dialecten waar dit verschijnsel bestaat.